# Második jonphjongi csata
A második jonphjongi (yeonpyeong-i) csata (hangul: 제2연평해전, handzsa (hanja): 第2延坪海戰;  Csei Jonphjong Hedzson (Jei Yeonpyeong Haejeon)) egy északi és déli járőrhajók között 2002-ben lezajlott tengeri ütközet volt, a déli Jonphjong (Yeonpyeong)-sziget közelében, előzménye a 3 évvel korábbi első jonphjongi (yeonpyeong-i) csata volt. Két északi járőrhajó átlépte a határt és nekiment két délinek. Az északiak visszavonultak a határ túloldalára, mielőtt a déli erősítés megérkezett.

## Az esemény háttere
Az NNL Dél-Korea által egy önmaga és Észak-Korea közti tengeri határvonalként van nyilvántartva, míg Észak tiltakozik, és azt állítja, hogy a határnak délebbre kell húzódnia. Az északi halászhajók gyakran átvándoroltak déli vizekre, hergelni az ottani állam járőrhajóit, amik többnyire üldözőbe is vették őket. Esetenként egy-egy északi járőrhajó délre hajózással igyekezett érvényesíteni az északiak területi követeléseit. 2002-ben épp egy ilyen – kezdetben kisebb – incidens ment át tengeri összecsapásba.

## Az ütközet
2002. június 29-én egy északi járőrcsónak áthaladt az NLL-en, és figyelmeztetést kapott déli részről, hogy forduljon vissza. Nem sokkal később megérkezett egy másik északi hajó is, amelynek legénységét szintén felszólították a távozásra. Az északi hajók a nyomukba eredő délieket elkezdték fenyegetni és zaklatni.
3 mérföldnyi hajózás után az északiak tüzelni kezdtek az őket szemmel tartó déli csónakokra. 10:25-kor az első határsértő naszád 85mm-es löveggel tüzelt és közvetlenül az egyik déli hajó kormányállását találta el.
A déliek 40- és 30mm-es lövegekkel lőttek, míg az északiak RPG típusú rakétavetőt, 85- illetve 35mm-es ágyúkat vetettek be. Körülbelül 10 percnyi tűzharc után még két korvett érkezett és szállt be a déliek oldalán, illetve súlyos sebet ejtettek az egyik északi hajón. 11 óra előtt egy perccel az erőhátrányba került északiakat visszaszorították az NNL túloldalára.

## Kimenetel
Mind az északi és a déli flotillák károkat szenvedtek. 13 északi halt meg, és 25 sebesült. Déli oldalon Jun Jongha (Yoon Young-ha) hadnagy és három vezető altiszt: Cso Cshonhjong (조천형, Jo Cheon-hyung), Szo Huvon (서후원, Seo Hoo-won) és Hvang Dohjon (황도현, Hwang Do-hyun) lelte halálát az ütközetben. 19 másik katona sebesült meg, közülük egy, Pak Tonghjok (박동혁, Park Dong-hyuk) másodaltiszt 22 nappal később elhunyt. Egy másik katonát, Han Szangguk (한상국, Han Sang-guk) altiszt eltűnt a csata ideje alatt, később megtalálták a holttestét. Ez összesen 6 kioltott emberi élet. A súlyos találatokat elszenvedett déli hajó vontatás közben később elsüllyedt, míg a sérült északi naszád „visszasántikált” a kikötőjébe. Mindkét oldal a másikat hibáztatta, Dél-Korea pedig bocsánatkérésre szólította fel Északot.
Egy észak-koreai menekült 2012-es álláspontja szerint az ütközetben érintett északi járőrhajó legénysége súlyos szilánksérüléseket szerzett a déliek „pusztító erejű” lövedékeitől. A sérült északiakat állítólag elzárták a külvilágtól, és egy phenjani (pyongyang-i) kórházban ápolták őket, elrejtve a többi beteg elől sérüléseik mértékét.

## Lásd még
- Első jonphjongi (yeonpyeong-i) csata
- Jonphjong (Yeonpyeong)-szigeti incidens